# Berlin-Falkenhagener Feld
Berlin-Falkenhagener Feld [ˈfalkənˌhaːɡənɐ fɛlt]  est un des neuf quartiers de l'arrondissement de Spandau dans la capitale allemande. Il se compose essentiellement des grands ensembles réalisés au XXe siècle.

## Géographie

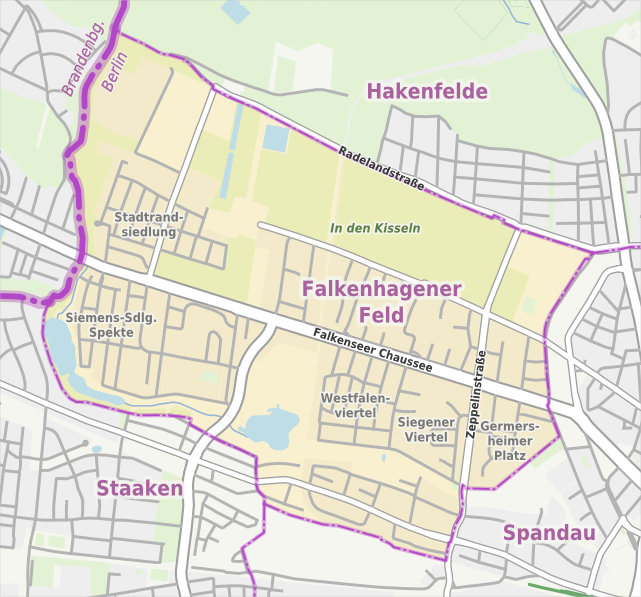
Carte de Falkenhagener Feld et des quartiers limitrophes.

Le quartier s'étend dans la plaine alluviale de la Havel. Il confine au quartier de Spandau à l'est, au quartier de Staaken au sud-ouest et au quartier de Hakenfelde au nord. À l'ouest, la frontière de la cité de Berlin le sépare de la ville de Falkensee dans le land de Brandebourg.

## Population
Le quartier comptait 37 760 habitants le 1er janvier 2017 selon le registre des déclarations domiciliaires, c'est-à-dire 5 489 hab./km2.